# Prequel
Prequel es el primer EP en coreano del grupo femenino de Corea del Sur Dreamcatcher. Fue lanzado el 27 de julio de 2017 por Happy Face Entertainment (posteriormente llamado Dreamcatcher Company) e Interpark. El álbum contiene seis pistas, incluido el sencillo principal titulado «Fly High» (날아올라).

## Antecedentes y lanzamiento
El 7 de julio de 2017, fue publicado en las cuentas oficiales de las redes sociales del grupo un calendario de actividades, anunciando el lanzamiento de su primer miniálbum, que llevaría el título de Prequel. El miniálbum, junto con su tema principal, «Fly High» (날아올라), sería lanzado el 27 de julio.
El 1 de agosto, Happyface Entertainment anunció, que tras la conclusión de las promociones de Prequel, Dreamcatcher se embarcaría en su primera gira mundial, visitando ciudades en Japón, Sudamérica y Europa. La gira mundial, titulada Dreamcatcher 1st Tour "Fly High", se levó a cabo desde el 30 de septiembre de 2017 al 25 de febrero de 2018.

## Composición y letras
El sencillo principal, «Fly High» (날아올라), fue escrito, compuesto y arreglada por Seion. El álbum fue producido por LEEZ y Ollounder, habituales compositores y productores de Dreamcatcher.
«Fly High» y «Wake Up» son canciones con guitarras y tambores reales que proporcionan una puntuación poderosa a sus frases musicales, todo combinado con la poderosa voz de Dreamcatcher. «Sleep-walking» es una pista que mezcla sintetizadores intensos con distorsión de audio y una línea vocal llena de una calma forzada.
En términos narrativos, este álbum continúa la historia anterior iniciada con los sencillos «Chase Me» y «Good Night».

## Recepción y crítica
El sitio web Seoulbeats señaló que «Dreamcatcher obtiene marcas por aventurarse fuera de las zonas seguras designadas del panorama del K-pop. En un mundo musical lleno de synth-pop, electropop, house y hip-hop, su música inspirada en el J-rock es un soplo de aire fresco».
En el portal especializado Allkpop, la reseña indicó que «Su sonido se ha vuelto más pulido desde su debut, y este disco lo demuestra. Todavía tienen algunos de los ritmos entrecortados que las hicieron populares, pero los han refinado y los han vuelto a marcar. Las transiciones entre verso y coro también son mejores en general».

## Lista de canciones
| CD / Descarga digital |                                      |                 |                            |                 |          |  |
| N.º                   | Título                               | Letras          | Música                     | Arreglos        | Duración |  |
| 1.                    | «Before & After» (intro)             |                 | Ollounder, LEEZ            | Ollounder, LEEZ | 1:10     |  |
| 2.                    | «Fly High» (날아올라)                | Seion           | Seion                      | Seion           | 3:31     |  |
| 3.                    | «Wake Up»                            | Kim Boeun       | LEEZ, Ollounder            | LEEZ, Ollounder | 3:32     |  |
| 4.                    | «Sleep-walking»                      | LEEZ, Ollounder | LEEZ, Ollounder            | LEEZ, Ollounder | 3:26     |  |
| 5.                    | «Trust Me» (괜찮아!)                 | LEEZ, Ollounder | Ollounder, LEEZ, Chairmann | LEEZ, Ollounder | 3:24     |  |
| 6.                    | «Fly High (날아올라)» (instrumental) |                 | Seion                      | Seion           | 3:31     |  |
| 10:16                 |                                      |                 |                            |                 |          |  |

## Posicionamiento en listas
| Lista (2017)                     | Mejor posición |
| -------------------------------- | -------------- |
| Corea del Sur (Gaon Album Chart) | 4              |

| Lista (2017)                     | Mejor posición |
| -------------------------------- | -------------- |
| Corea del Sur (Gaon Album Chart) | 17             |

## Historial de lanzamiento
| País          | Fecha               | Formato                         | Sello                               |
| ------------- | ------------------- | ------------------------------- | ----------------------------------- |
| Corea del Sur | 27 de julio de 2017 | CD, descarga digital, streaming | Happy Face Entertainment, Interpark |